# Topica
Topica is een van de zes standaardwerken van Aristoteles over logica, gezamenlijk bekend als het Organon. De andere vijf zijn Over de Categorieën, Over de Interpretatie, Analytica priora, Analytica posteriora en Sofistische weerleggingen. Topica is geschreven als een collegedictaat over succesvol argumenteren. Dit werk is opgebouwd uit acht boeken.  
Aristoteles beschrijft de bedoeling van dit werk als "het vinden van een methode, waardoor we, uitgaande van het plausibele, over elk voorgesteld probleem kunnen redeneren en vermijden dat we, een stelling verdedigend, onszelf tegenspreken".(Topics 1:100a20-a23)  
In een argumentatie kun je dus gebruikmaken van topoi ofwel gemeenplaatsen. Dit zijn regels waardoor redeneerfouten kunnen worden ontdekt en vermeden. Aristoteles definieerde topoi als "Predicaten die aan alle onderwerpen gemeen zijn".